# Departamento de Loga
Loga es un departamento situado en la región de Dosso, de Níger. En diciembre de 2012 presentaba una población censada de 175 343 habitantes. Está formado por las siguientes comunas o municipios, que se muestran asimismo con población de diciembre de 2012:
- Falwel 57,564
- Loga 82,400
- Sokorbé 35,579[1]